# Jugador del Mes de la NBA

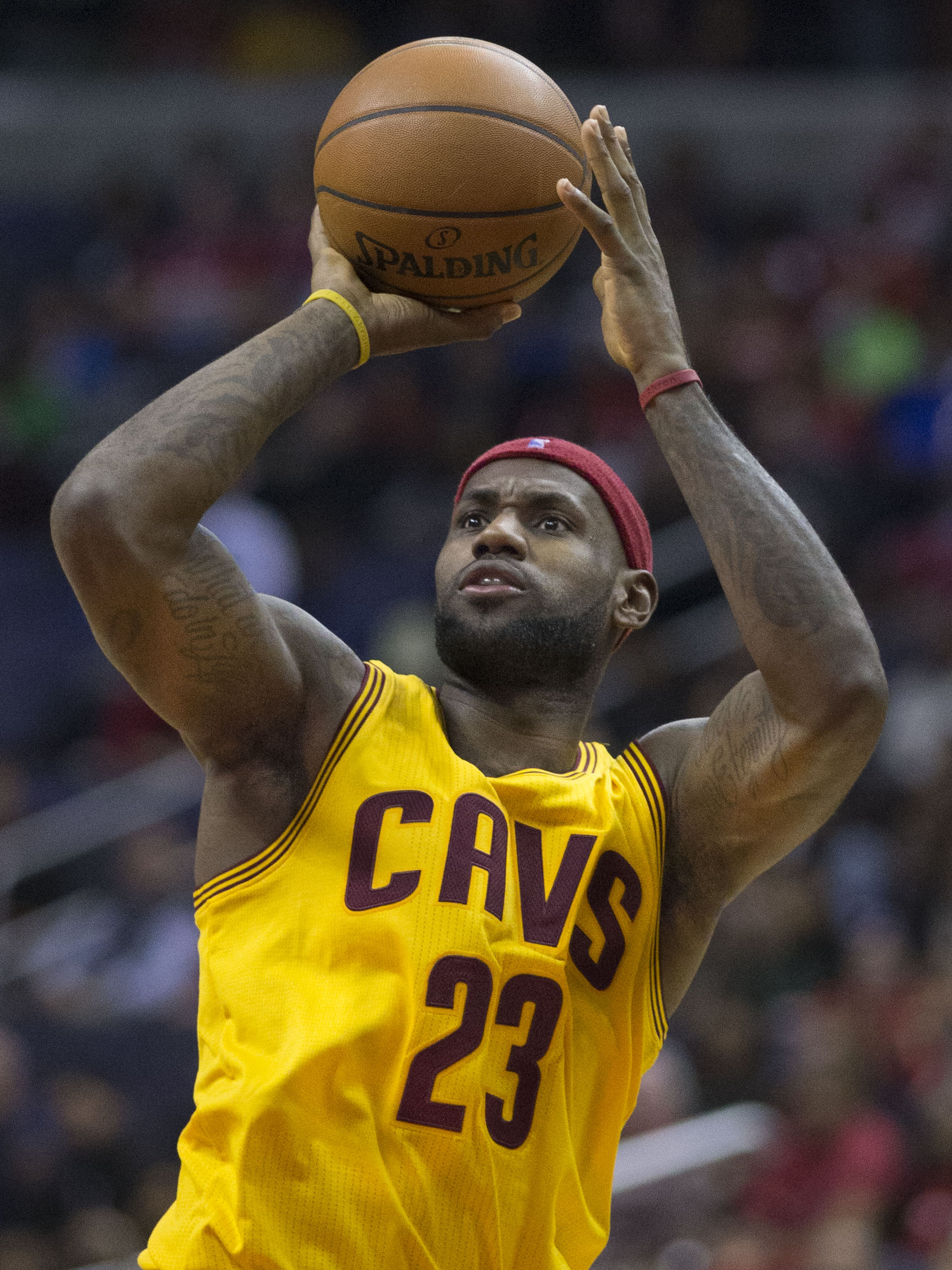
LeBron James es el jugador con más premios, con 40.

El Jugador del Mes de la NBA (en inglés: KIA NBA Player of the Month) es un premio mensual otorgado por la NBA al mejor jugador en ambas conferencias (Este y Oeste). El premio fue creado en la temporada 1979-80, y hasta la 2001-02 no se entregó a un jugador de cada conferencia. El primer ganador del premio fue Moses Malone de Houston Rockets en noviembre de 1979. El premio es entregado al jugador justo antes de su siguiente partido como local.
LeBron James es el jugador que más veces ha ganado el premio, con 40, seguido de Michael Jordan y Kobe Bryant con 16, respectivamente.

## Leyenda
|                      | Denota jugador incluido en el Basketball Hall of Fame                 |
|                      | Denota jugador en activo                                              |
| Jugador (en negrita) | Indica que el jugador ganó el premio al MVP de la Temporada de la NBA |
| Jugador (X)          | Indica las veces que el jugador ha ganado el premio                   |

## Ganadores

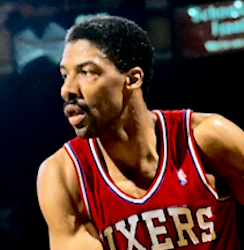
Julius Erving ganó en tres ocasiones.

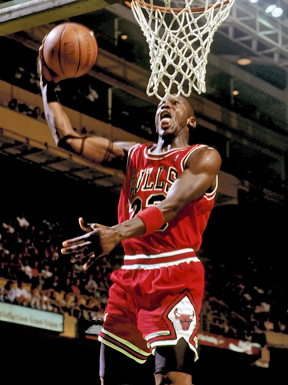
Michael Jordan ganó en dieciséis ocasiones.

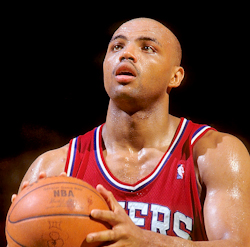
Charles Barkley ganó en cuatro ocasiones.

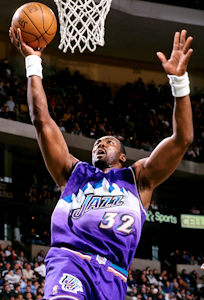
Karl Malone ganó en siete ocasiones.

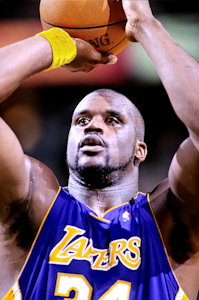
Shaquille O'Neal lo ha ganado en doce ocasiones.

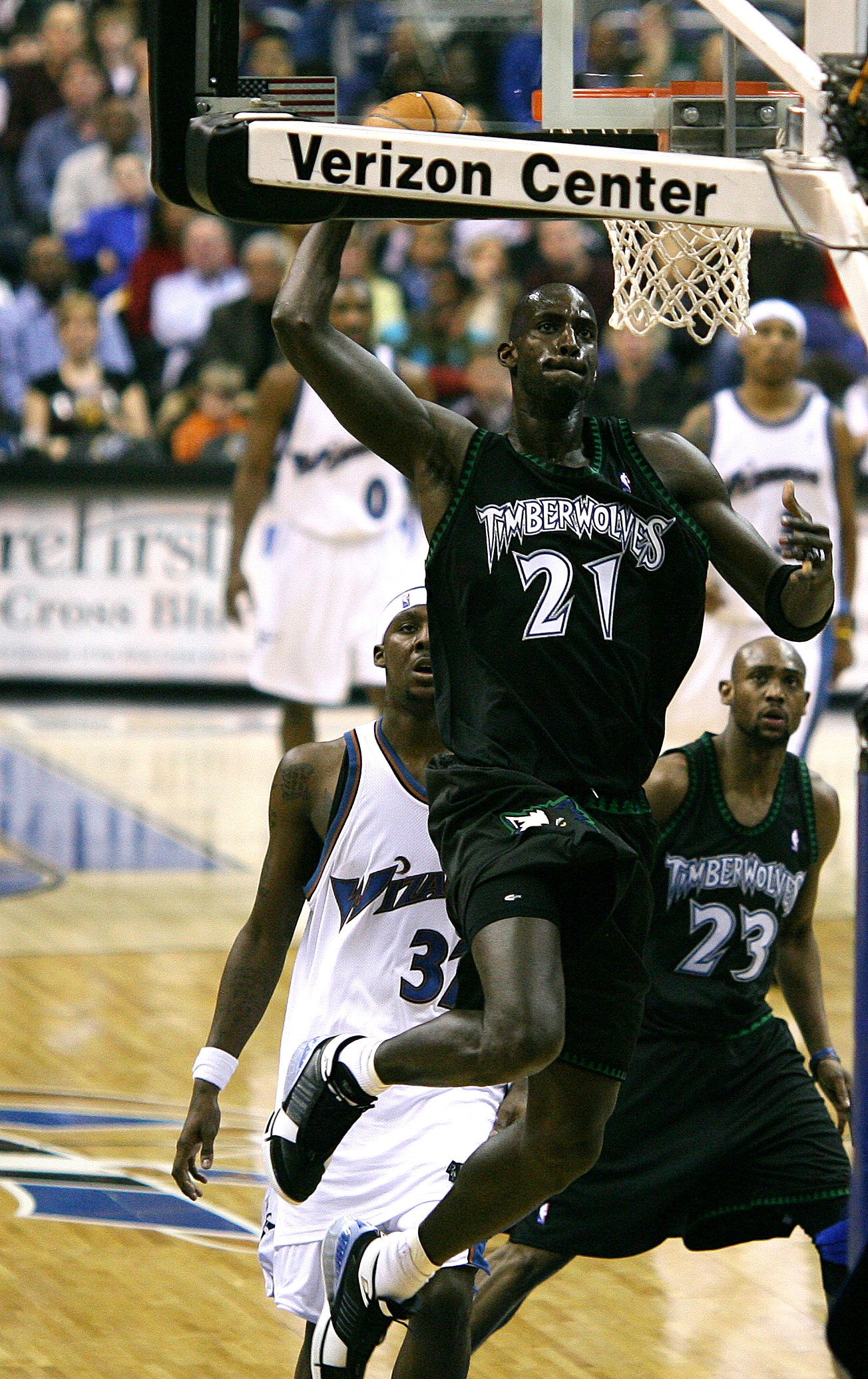
Kevin Garnett lo ha ganado en nueve ocasiones.

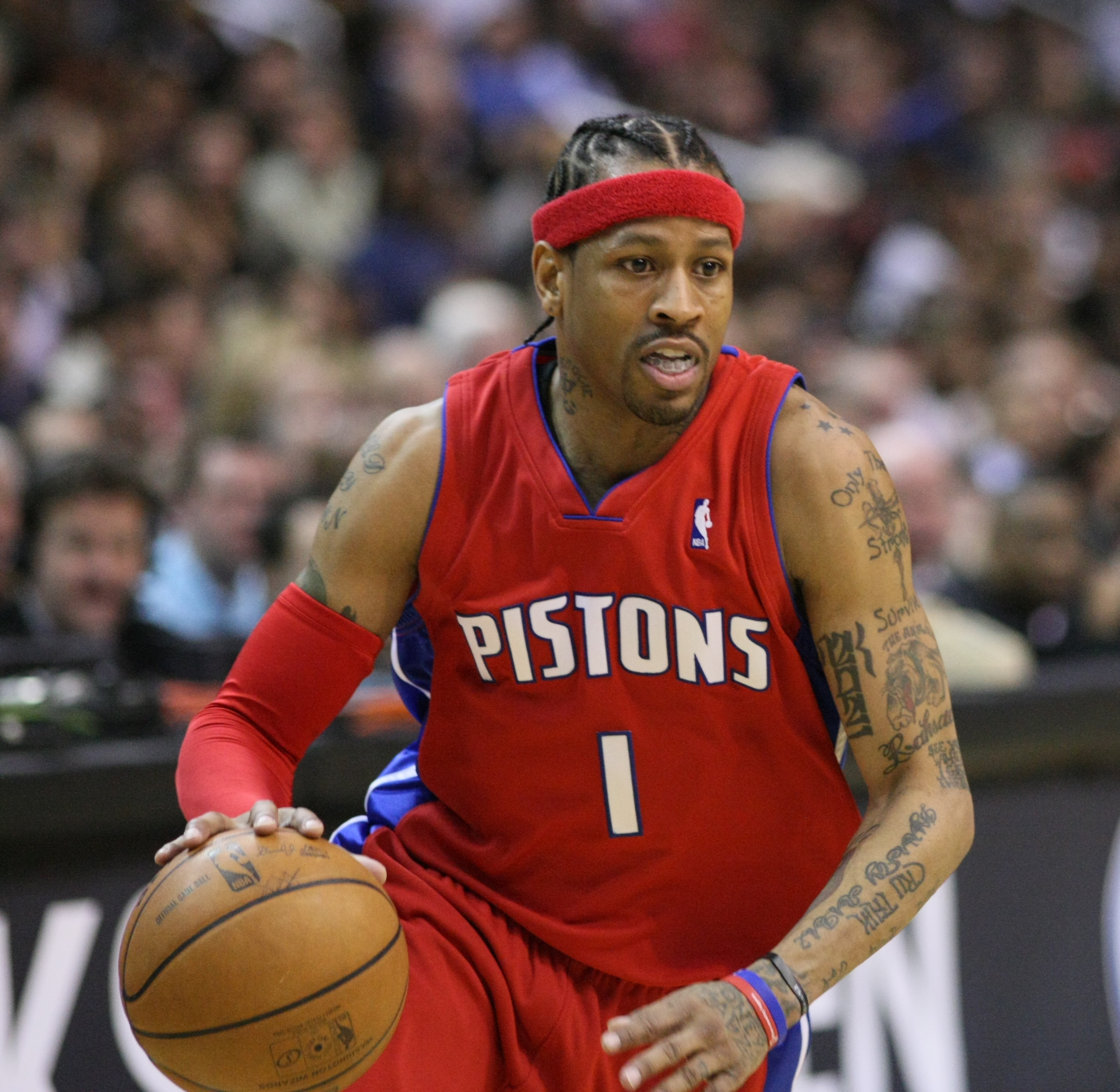
Allen Iverson ganó en cuatro ocasiones.

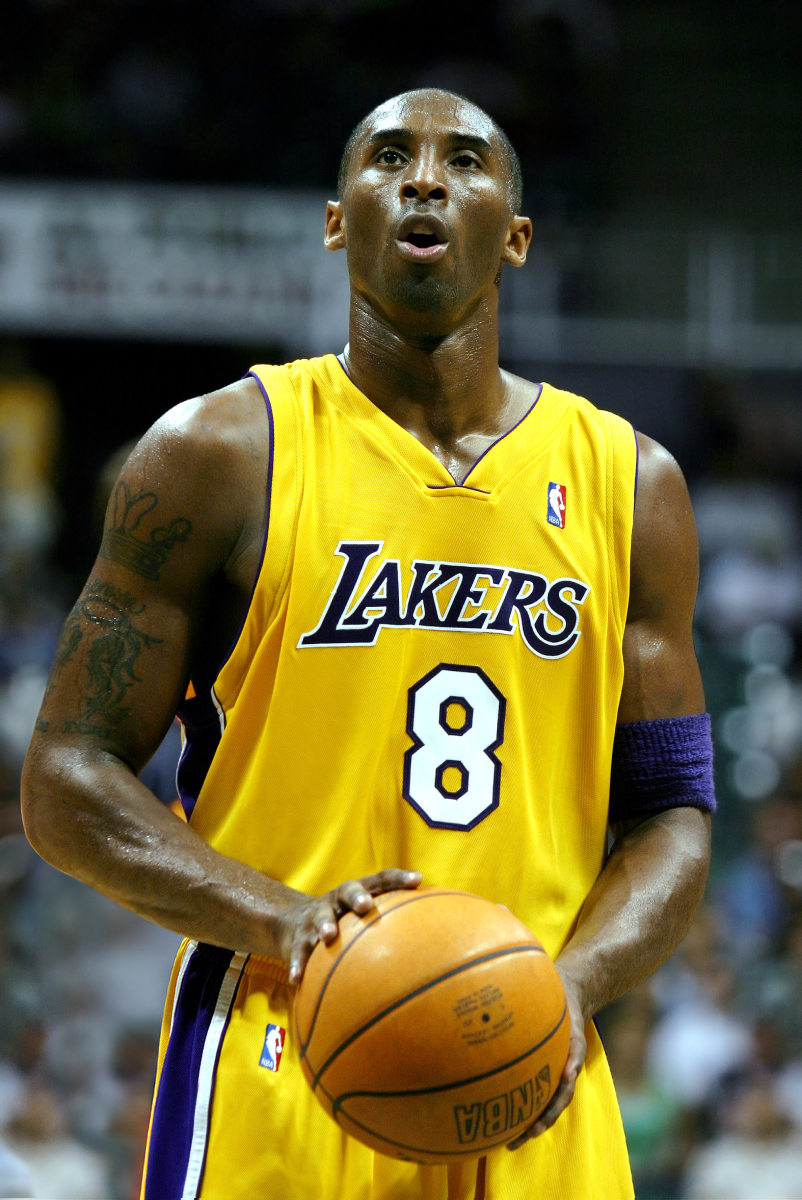
Kobe Bryant lo ha ganado en dieciséis ocasiones.

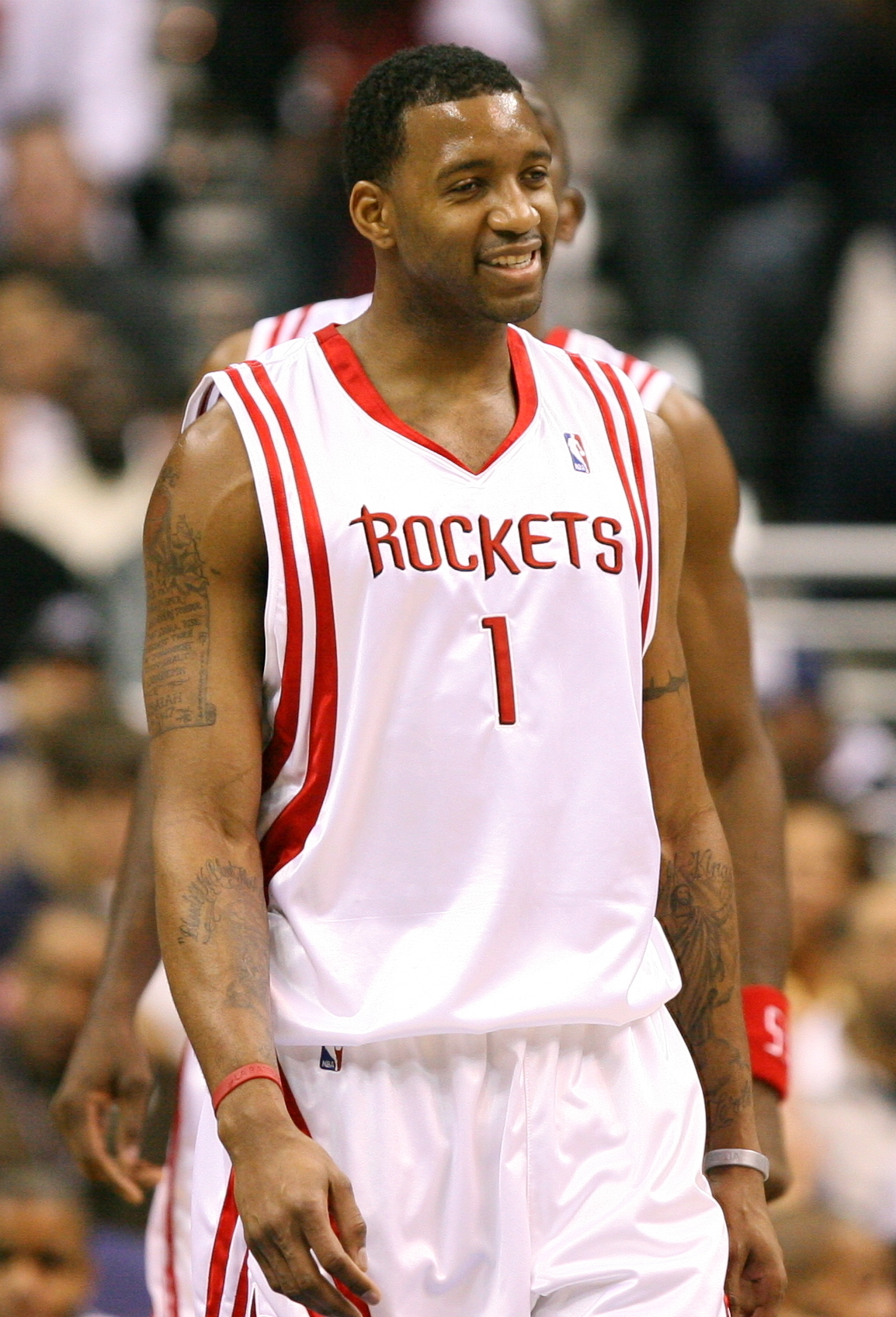
Tracy McGrady lo ha ganado en cuatro ocasiones.

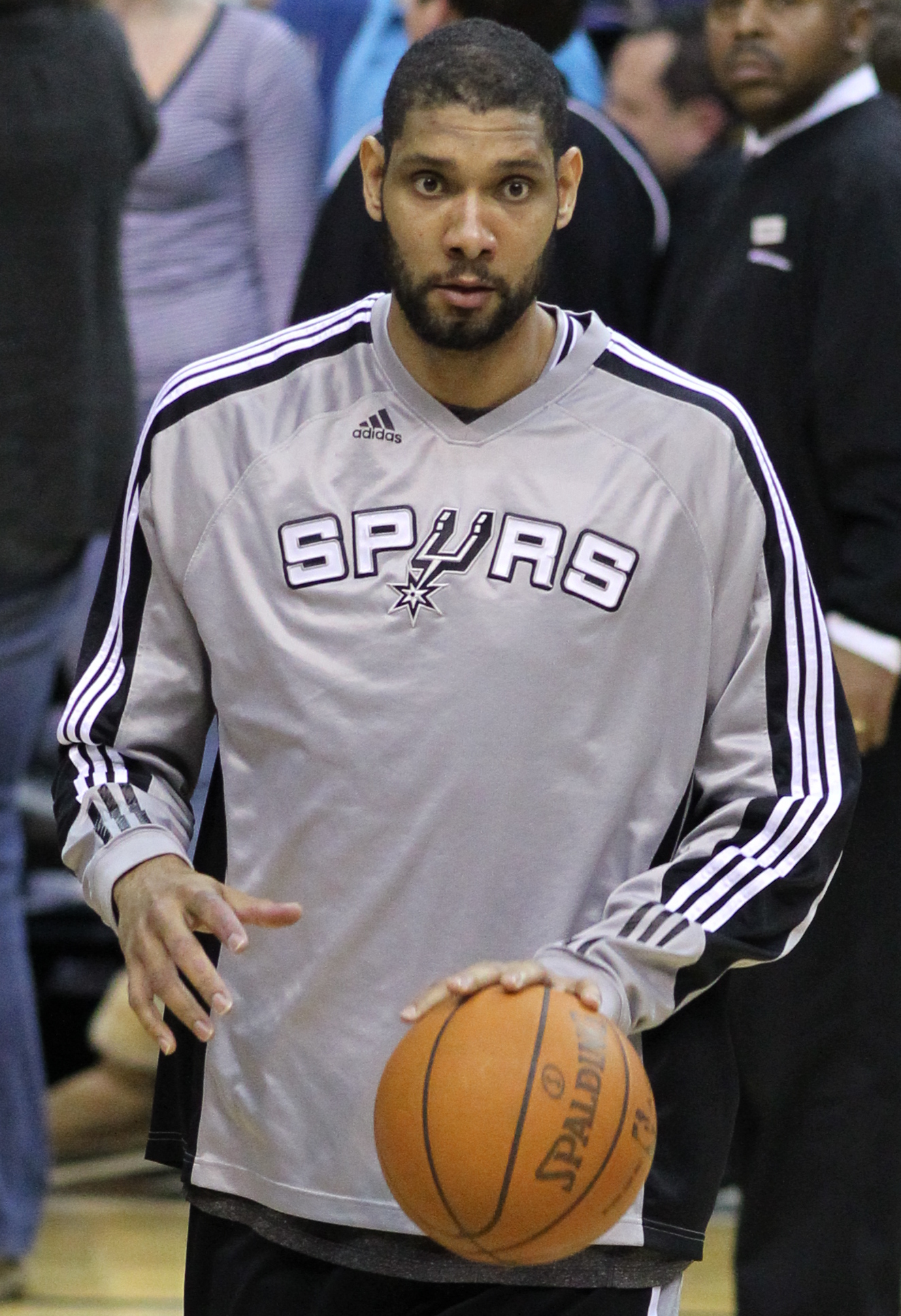
Tim Duncan lo ha ganado en cuatro ocasiones.

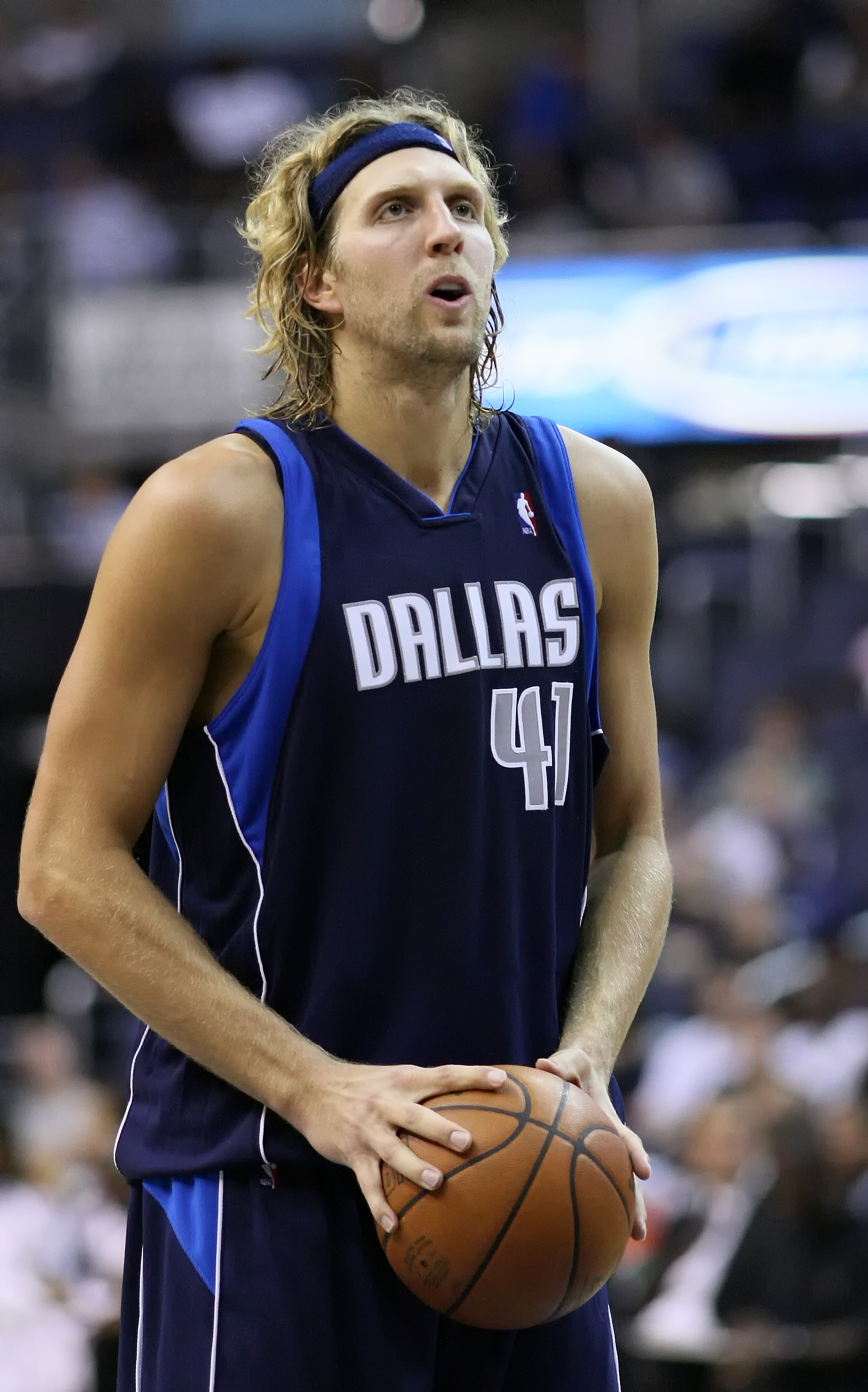
Dirk Nowitzki lo ha ganado en seis ocasiones.

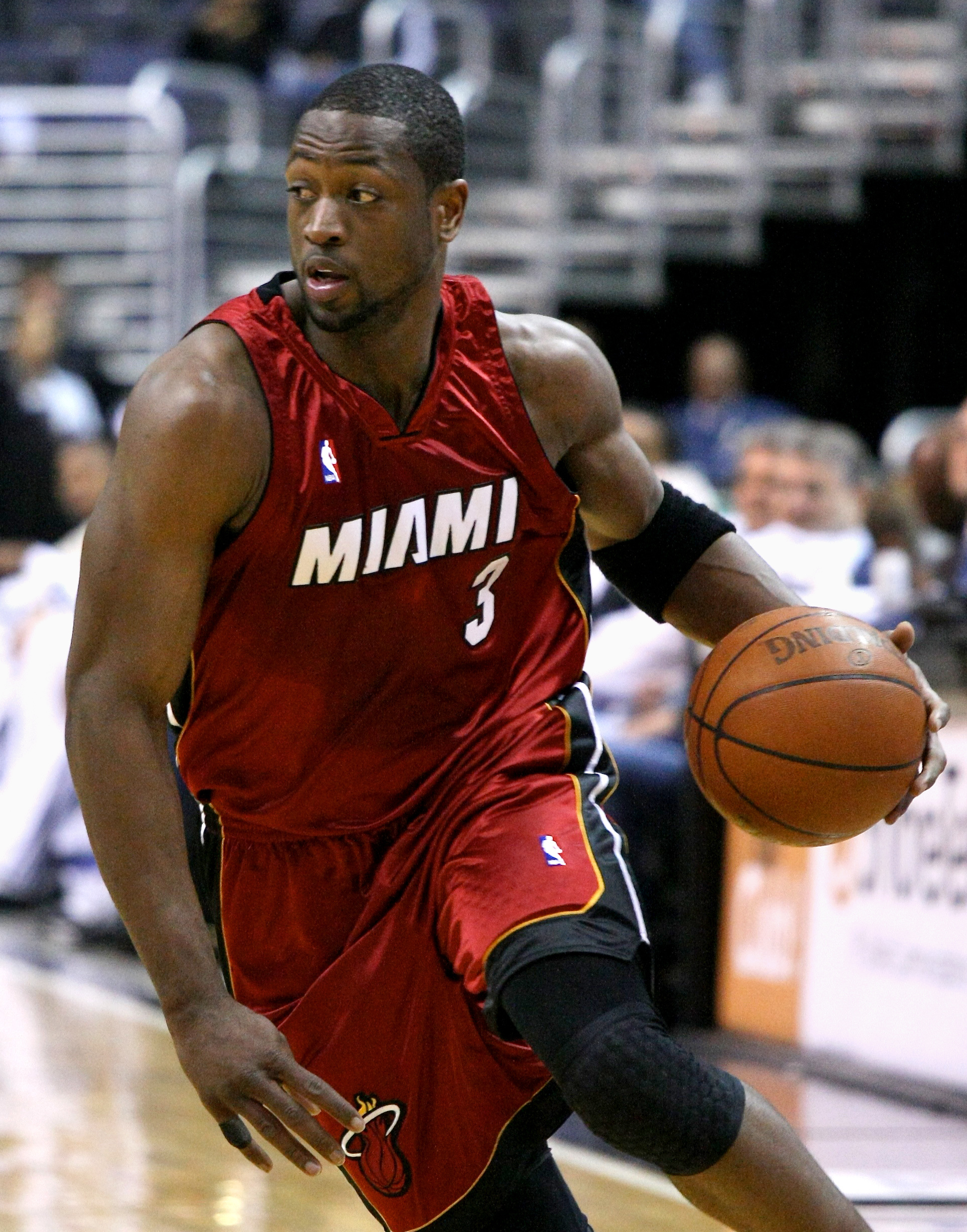
Dwyane Wade lo ha ganado en seis ocasiones.

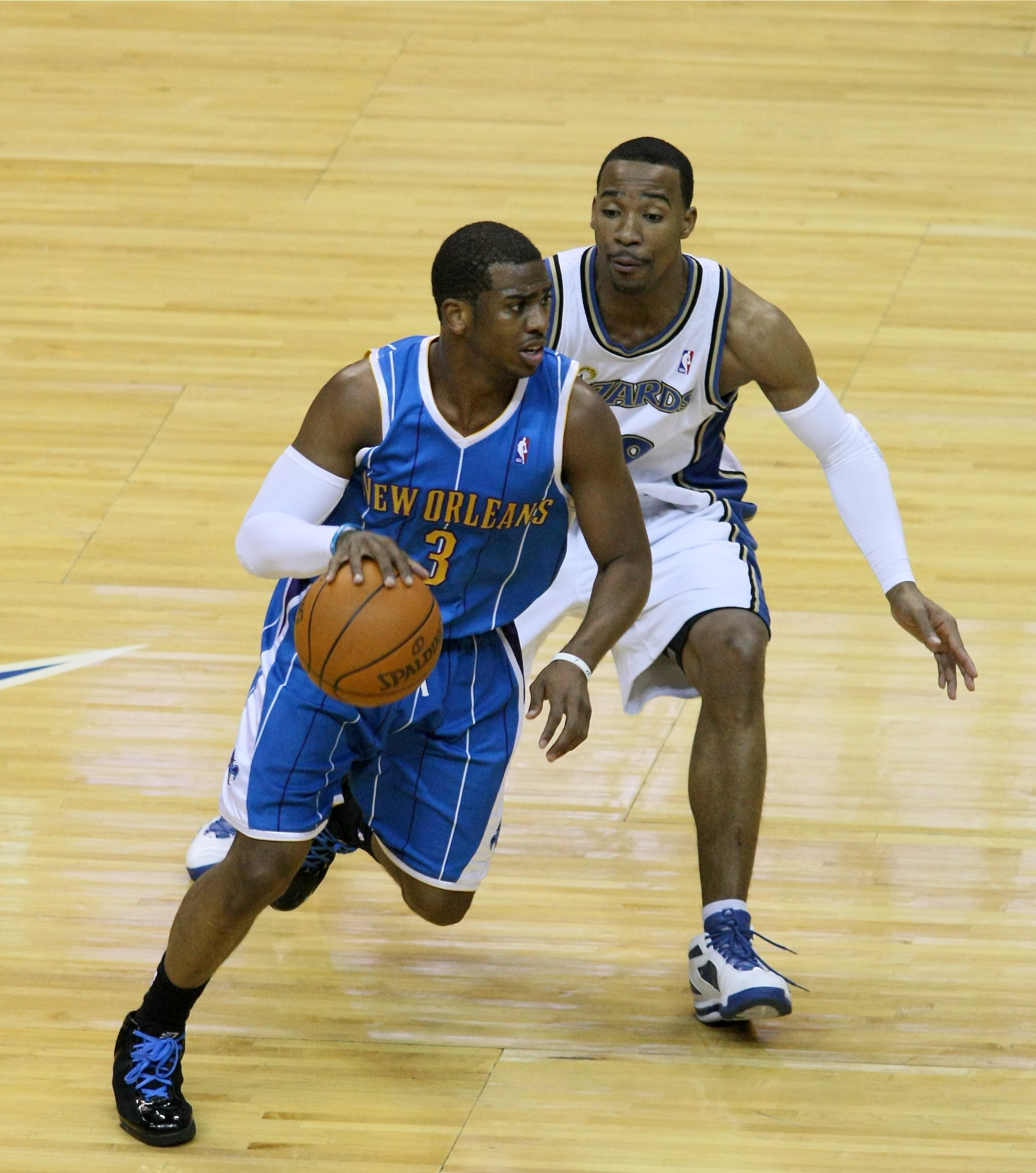
Chris Paul lo ha ganado en siete ocasiones.

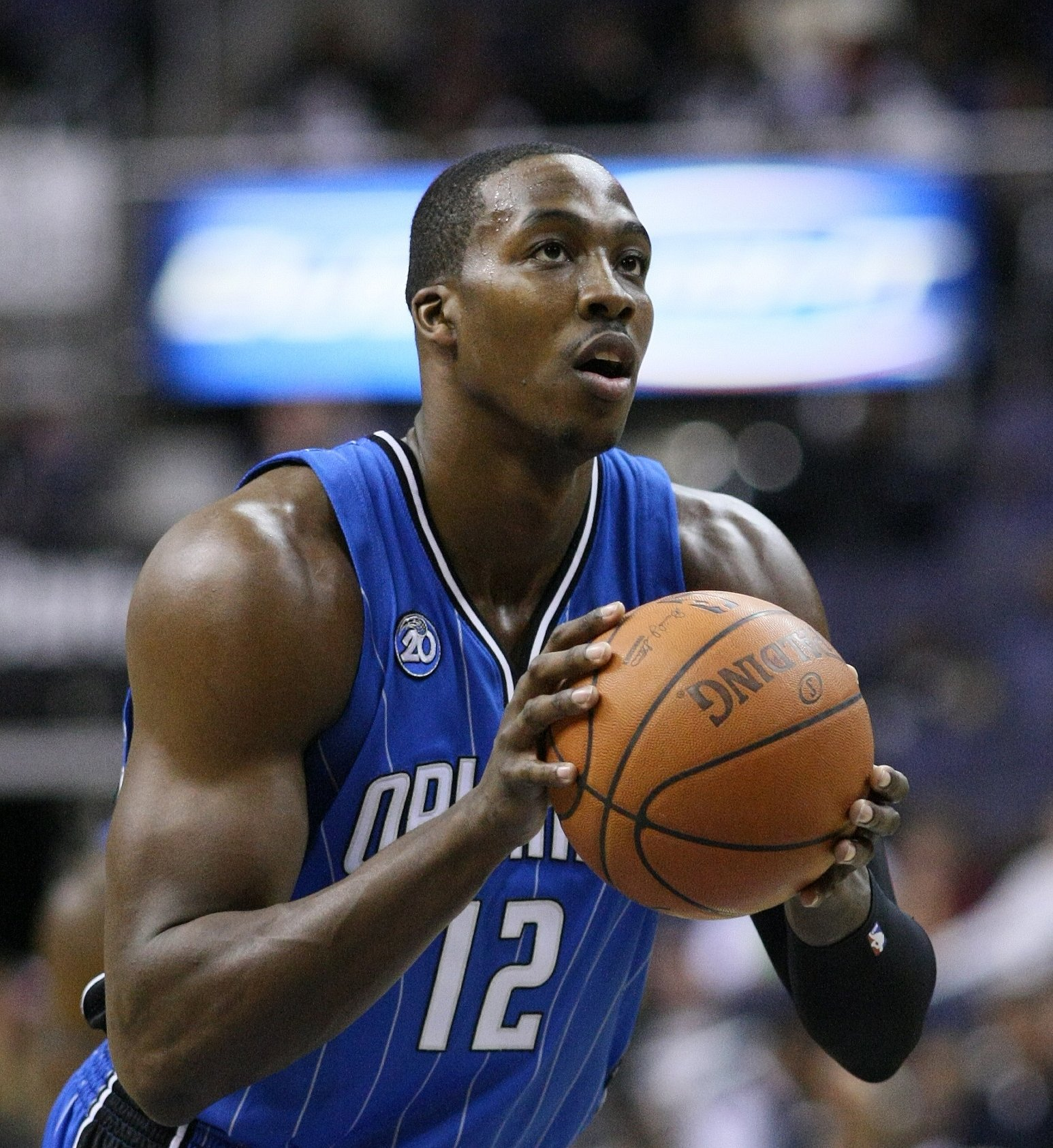
Dwight Howard lo ha ganado en seis ocasiones.

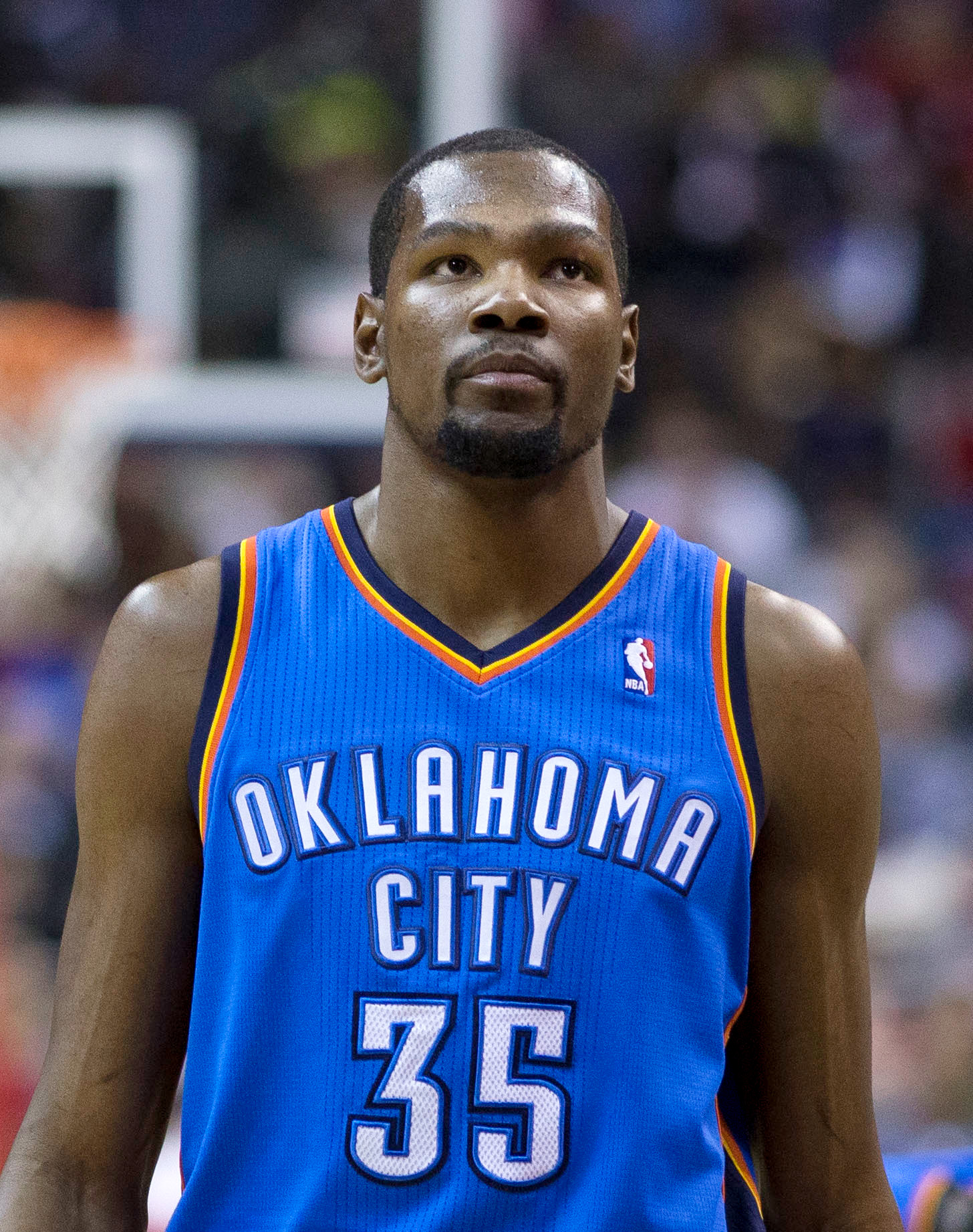
Kevin Durant lo ha ganado en catorce ocasiones.

### 1979-2001
| 1979-80 | Noviembre | Moses Malone            | Houston Rockets        |       |
| 1979-80 | Diciembre | Kareem Abdul-Jabbar     | Los Angeles Lakers     |       |
| 1979-80 | Enero     | George Gervin           | San Antonio Spurs      |       |
| 1979-80 | Febrero   | Larry Bird              | Boston Celtics         |       |
| 1979-80 | Marzo     | Julius Erving           | Philadelphia 76ers     |       |
| 1980-81 | Octubre   | Magic Johnson           | Los Angeles Lakers     |       |
| 1980-81 | Noviembre | Julius Erving (2)       | Philadelphia 76ers     |       |
| 1980-81 | Diciembre | Freeman Williams        | San Diego Clippers     |       |
| 1980-81 | Enero     | Bernard King            | Golden State Warriors  |       |
| 1980-81 | Febrero   | Calvin Murphy           | Houston Rockets        |       |
| 1980-81 | Marzo     | Kelvin Ransey           | Portland Trail Blazers |       |
| 1981-82 | Noviembre | Julius Erving (3)       | Philadelphia 76ers     |       |
| 1981-82 | Diciembre | Sidney Moncrief         | Milwaukee Bucks        |       |
| 1981-82 | Enero     | Larry Bird (2)          | Boston Celtics         |       |
| 1981-82 | Febrero   | Moses Malone (2)        | Houston Rockets        |       |
| 1981-82 | Marzo     | Alex English            | Denver Nuggets         |       |
| 1982-83 | Noviembre | Larry Bird (3)          | Boston Celtics         |       |
| 1982-83 | Diciembre | Moses Malone (3)        | Philadelphia 76ers     |       |
| 1982-83 | Diciembre | Larry Drew              | Kansas City Kings      |       |
| 1982-83 | Enero     | Alex English (2)        | Denver Nuggets         |       |
| 1982-83 | Febrero   | Moses Malone (4)        | Philadelphia 76ers     |       |
| 1982-83 | Marzo     | Jeff Ruland             | Washington Bullets     |       |
| 1983-84 | Noviembre | Magic Johnson (2)       | Los Angeles Lakers     |       |
| 1983-84 | Diciembre | Jeff Ruland (2)         | Washington Bullets     |       |
| 1983-84 | Enero     | Mark Aguirre            | Dallas Mavericks       |       |
| 1983-84 | Febrero   | Bernard King (2)        | New York Knicks        |       |
| 1983-84 | Marzo     | Kareem Abdul-Jabbar (2) | Los Angeles Lakers     |       |
| 1984-85 | Noviembre | Alex English (3)        | Denver Nuggets         |       |
| 1984-85 | Diciembre | Larry Bird (4)          | Boston Celtics         |       |
| 1984-85 | Enero     | Terry Cummings          | Milwaukee Bucks        |       |
| 1984-85 | Febrero   | Magic Johnson (3)       | Los Angeles Lakers     |       |
| 1984-85 | Marzo     | Larry Bird (5)          | Boston Celtics         |       |
| 1985-86 | Noviembre | Akeem Olajuwon          | Houston Rockets        |       |
| 1985-86 | Diciembre | Alvin Robertson         | San Antonio Spurs      |       |
| 1985-86 | Enero     | Dominique Wilkins       | Atlanta Hawks          |       |
| 1985-86 | Febrero   | Larry Bird (6)          | Boston Celtics         |       |
| 1985-86 | Marzo     | Larry Bird (7)          | Boston Celtics         |       |
| 1986-87 | Noviembre | Michael Jordan          | Chicago Bulls          |       |
| 1986-87 | Diciembre | Magic Johnson (4)       | Los Angeles Lakers     |       |
| 1986-87 | Enero     | Charles Barkley         | Philadelphia 76ers     |       |
| 1986-87 | Febrero   | Michael Jordan (2)      | Chicago Bulls          |       |
| 1986-87 | Marzo     | Magic Johnson (5)       | Los Angeles Lakers     |       |
| 1987-88 | Noviembre | Michael Jordan (3)      | Chicago Bulls          |       |
| 1987-88 | Diciembre | Larry Nance             | Phoenix Suns           |       |
| 1987-88 | Enero     | Michael Jordan (4)      | Chicago Bulls          |       |
| 1987-88 | Febrero   | John Stockton           | Utah Jazz              |       |
| 1987-88 | Marzo     | Karl Malone             | Utah Jazz              |       |
| 1987-88 | Abril     | Fat Lever               | Denver Nuggets         |       |
| 1988-89 | Noviembre | Charles Barkley (2)     | Philadelphia 76ers     |       |
| 1988-89 | Diciembre | Michael Jordan (5)      | Chicago Bulls          |       |
| 1988-89 | Enero     | Chris Mullin            | Golden State Warriors  |       |
| 1988-89 | Febrero   | Kevin Johnson           | Phoenix Suns           |       |
| 1988-89 | Marzo     | Michael Jordan (6)      | Chicago Bulls          |       |
| 1988-89 | Abril     | Patrick Ewing           | New York Knicks        |       |
| 1989-90 | Noviembre | Patrick Ewing (2)       | New York Knicks        |       |
| 1989-90 | Diciembre | Michael Jordan (7)      | Chicago Bulls          |       |
| 1989-90 | Enero     | Karl Malone (2)         | Utah Jazz              |       |
| 1989-90 | Febrero   | Magic Johnson (6)       | Los Angeles Lakers     |       |
| 1989-90 | Marzo     | Michael Jordan (8)      | Chicago Bulls          |       |
| 1989-90 | Abril     | Akeem Olajuwon (2)      | Houston Rockets        |       |
| 1990-91 | Noviembre | Chris Mullin (2)        | Golden State Warriors  |       |
| 1990-91 | Diciembre | Karl Malone (3)         | Utah Jazz              |       |
| 1990-91 | Enero     | David Robinson          | San Antonio Spurs      |       |
| 1990-91 | Febrero   | Dominique Wilkins (2)   | Atlanta Hawks          |       |
| 1990-91 | Marzo     | Michael Jordan (9)      | Chicago Bulls          |       |
| 1990-91 | Abril     | Michael Jordan (10)     | Chicago Bulls          |       |
| 1991-92 | Noviembre | Clyde Drexler           | Portland Trail Blazers |       |
| 1991-92 | Diciembre | Jeff Hornacek           | Phoenix Suns           |       |
| 1991-92 | Enero     | Dennis Rodman           | Detroit Pistons        |       |
| 1991-92 | Febrero   | Detlef Schrempf         | Indiana Pacers         |       |
| 1991-92 | Marzo     | Michael Jordan (11)     | Chicago Bulls          |       |
| 1991-92 | Abril     | Glen Rice               | Miami Heat             |       |
| 1992-93 | Noviembre | Michael Jordan (12)     | Chicago Bulls          |       |
| 1992-93 | Diciembre | Charles Barkley (3)     | Phoenix Suns           |       |
| 1992-93 | Enero     | Hakeem Olajuwon (3)     | Houston Rockets        |       |
| 1992-93 | Febrero   | Dominique Wilkins (3)   | Atlanta Hawks          |       |
| 1992-93 | Marzo     | Patrick Ewing (3)       | New York Knicks        |       |
| 1992-93 | Abril     | Hakeem Olajuwon (4)     | Houston Rockets        |       |
| 1993-94 | Noviembre | Hakeem Olajuwon (5)     | Houston Rockets        |       |
| 1993-94 | Diciembre | Shaquille O'Neal        | Orlando Magic          |       |
| 1993-94 | Enero     | Patrick Ewing (4)       | New York Knicks        |       |
| 1993-94 | Febrero   | David Robinson (2)      | San Antonio Spurs      |       |
| 1993-94 | Marzo     | Shaquille O'Neal (2)    | Orlando Magic          |       |
| 1993-94 | Abril     | Scottie Pippen          | Chicago Bulls          |       |
| 1994-95 | Noviembre | Shaquille O'Neal (3)    | Orlando Magic          |       |
| 1994-95 | Diciembre | Cedric Ceballos         | Los Angeles Lakers     |       |
| 1994-95 | Enero     | Patrick Ewing (5)       | New York Knicks        |       |
| 1994-95 | Febrero   | Hakeem Olajuwon (6)     | Houston Rockets        |       |
| 1994-95 | Marzo     | David Robinson (3)      | San Antonio Spurs      |       |
| 1994-95 | Abril     | Karl Malone (4)         | Utah Jazz              |       |
| 1995-96 | Noviembre | Anfernee Hardaway       | Orlando Magic          |       |
| 1995-96 | Diciembre | Scottie Pippen (2)      | Chicago Bulls          |       |
| 1995-96 | Enero     | Michael Jordan (13)     | Chicago Bulls          |       |
| 1995-96 | Febrero   | Charles Barkley (4)     | Phoenix Suns           |       |
| 1995-96 | Marzo     | David Robinson (4)      | San Antonio Spurs      |       |
| 1995-96 | Abril     | Juwan Howard            | Washington Bullets     |       |
| 1996-97 | Noviembre | Michael Jordan (14)     | Chicago Bulls          |       |
| 1996-97 | Diciembre | Shaquille O'Neal (4)    | Los Angeles Lakers     |       |
| 1996-97 | Enero     | Grant Hill              | Detroit Pistons        |       |
| 1996-97 | Febrero   | Glen Rice (2)           | Charlotte Hornets      |       |
| 1996-97 | Marzo     | Karl Malone (5)         | Utah Jazz              |       |
| 1996-97 | Abril     | Kevin Johnson (2)       | Phoenix Suns           |       |
| 1997-98 | Noviembre | Eddie Jones             | Los Angeles Lakers     |       |
| 1997-98 | Diciembre | Michael Jordan (15)     | Chicago Bulls          |       |
| 1997-98 | Enero     | Shaquille O'Neal (5)    | Los Angeles Lakers     |       |
| 1997-98 | Febrero   | Karl Malone (6)         | Utah Jazz              |       |
| 1997-98 | Marzo     | Michael Jordan (16)     | Chicago Bulls          |       |
| 1997-98 | Abril     | Shaquille O'Neal (6)    | Los Angeles Lakers     |       |
| 1998-99 | Febrero   | Allen Iverson           | Philadelphia 76ers     |       |
| 1998-99 | Marzo     | Tim Duncan              | San Antonio Spurs      |       |
| 1998-99 | Abril     | Jason Kidd              | Phoenix Suns           |       |
| 1999-00 | Noviembre | Shaquille O'Neal (7)    | Los Angeles Lakers     |       |
| 1999-00 | Diciembre | Alonzo Mourning         | Miami Heat             |       |
| 1999-00 | Enero     | Kevin Garnett           | Minnesota Timberwolves |       |
| 1999-00 | Febrero   | Shaquille O'Neal (8)    | Los Angeles Lakers     |       |
| 1999-00 | Marzo     | Shaquille O'Neal (9)    | Los Angeles Lakers     |       |
| 1999-00 | Abril     | Gary Payton             | Seattle SuperSonics    |       |
| 2000-01 | Noviembre | Karl Malone (7)         | Utah Jazz              |       |
| 2000-01 | Diciembre | Kobe Bryant             | Los Angeles Lakers     |       |
| 2000-01 | Enero     | Allen Iverson (2)       | Philadelphia 76ers     | [ 1 ] |
| 2000-01 | Febrero   | Tracy McGrady           | Orlando Magic          |       |
| 2000-01 | Marzo     | Paul Pierce             | Boston Celtics         |       |
| 2000-01 | Abril     | Shaquille O'Neal (10)   | Los Angeles Lakers     |       |

### 2001-presente
| Año     | Mes               | Conferencia Este                                                     | Conferencia Este    | Conferencia Oeste                       | Conferencia Oeste      | Ref(s)          |
| Año     | Mes               | Jugador(es)                                                          | Equipo(s)           | Jugador(s)                              | Equipo(s)              | Ref(s)          |
| ------- | ----------------- | -------------------------------------------------------------------- | ------------------- | --------------------------------------- | ---------------------- | --------------- |
| 2001-02 | Noviembre         | Jason Kidd (2)                                                       | New Jersey Nets     | Kobe Bryant (2)                         | Los Angeles Lakers     | [ 2 ]           |
| 2001-02 | Diciembre         | Antoine Walker Paul Pierce (2)                                       | Boston Celtics      | Tim Duncan (2)                          | San Antonio Spurs      | [ 3 ]           |
| 2001-02 | Enero             | Allen Iverson (3)                                                    | Philadelphia 76ers  | Chris Webber                            | Sacramento Kings       | [ 4 ]           |
| 2001-02 | Febrero           | Tracy McGrady (2)                                                    | Orlando Magic       | Kevin Garnett (2)                       | Minnesota Timberwolves | [ 5 ]           |
| 2001-02 | Marzo             | Jamal Mashburn                                                       | Charlotte Hornets   | Tim Duncan (3)                          | San Antonio Spurs      | [ 6 ]           |
| 2001-02 | Abril             | Paul Pierce (3)                                                      | Boston Celtics      | Tim Duncan (4)                          | San Antonio Spurs      | [ 7 ]           |
| 2002-03 | Noviembre         | Tracy McGrady (3)                                                    | Orlando Magic       | Michael Finley Steve Nash Dirk Nowitzki | Dallas Mavericks       | [ 8 ]           |
| 2002-03 | Diciembre         | Jason Kidd (3)                                                       | New Jersey Nets     | Chris Webber (2)                        | Sacramento Kings       | [ 9 ]           |
| 2002-03 | Enero             | Jermaine O'Neal                                                      | Indiana Pacers      | Kobe Bryant (3)                         | Los Angeles Lakers     | [ 10 ]          |
| 2002-03 | Febrero           | Jamal Mashburn (2)                                                   | Charlotte Hornets   | Kevin Garnett (3)                       | Minnesota Timberwolves | [ 11 ]          |
| 2002-03 | Marzo             | Tracy McGrady (4)                                                    | Orlando Magic       | Shaquille O'Neal (11)                   | Los Angeles Lakers     | [ 12 ]          |
| 2002-03 | Abril             | Jermaine O'Neal (2)                                                  | Indiana Pacers      | Kevin Garnett (4)                       | Minnesota Timberwolves | [ 13 ]          |
| 2003-04 | Noviembre         | Baron Davis                                                          | New Orleans Hornets | Peja Stojakovic                         | Sacramento Kings       | [ 14 ]          |
| 2003-04 | Diciembre         | Jermaine O'Neal (3)                                                  | Indiana Pacers      | Kevin Garnett (5)                       | Minnesota Timberwolves | [ 15 ]          |
| 2003-04 | Enero             | Michael Redd                                                         | Milwaukee Bucks     | Kevin Garnett (6)                       | Minnesota Timberwolves | [ 16 ]          |
| 2003-04 | Febrero           | Kenyon Martin                                                        | New Jersey Nets     | Kevin Garnett (7)                       | Minnesota Timberwolves | [ 17 ]          |
| 2003-04 | Marzo             | Lamar Odom                                                           | Miami Heat          | Kobe Bryant (4)                         | Los Angeles Lakers     | [ 18 ]          |
| 2003-04 | Abril             | Jamaal Magloire                                                      | New Orleans Hornets | Kevin Garnett (8)                       | Minnesota Timberwolves | [ 19 ]          |
| 2004-05 | Noviembre         | LeBron James                                                         | Cleveland Cavaliers | Steve Nash (2)                          | Phoenix Suns           | [ 20 ]          |
| 2004-05 | Diciembre         | Dwyane Wade                                                          | Miami Heat          | Dirk Nowitzki (2)                       | Dallas Mavericks       | [ 21 ]          |
| 2004-05 | Enero             | LeBron James (2)                                                     | Cleveland Cavaliers | Chris Webber (3)                        | Sacramento Kings       | [ 22 ]          |
| 2004-05 | Febrero           | Vince Carter                                                         | New Jersey Nets     | Dirk Nowitzki (3)                       | Dallas Mavericks       | [ 23 ]          |
| 2004-05 | Marzo             | Shaquille O'Neal (12)                                                | Miami Heat          | Kevin Garnett (9)                       | Minnesota Timberwolves | [ 24 ]          |
| 2004-05 | Abril             | Allen Iverson (4)                                                    | Philadelphia 76ers  | Amar'e Stoudemire                       | Phoenix Suns           | [ 25 ]          |
| 2005-06 | Noviembre         | LeBron James (3)                                                     | Cleveland Cavaliers | Elton Brand                             | Los Angeles Clippers   | [ 26 ]          |
| 2005-06 | Diciembre         | Vince Carter (2)                                                     | New Jersey Nets     | Dirk Nowitzki (4)                       | Dallas Mavericks       | [ 27 ]          |
| 2005-06 | Enero             | Chauncey Billups                                                     | Detroit Pistons     | Kobe Bryant (5)                         | Los Angeles Lakers     | [ 28 ]          |
| 2005-06 | Febrero           | Dwyane Wade (2)                                                      | Miami Heat          | Shawn Marion                            | Phoenix Suns           | [ 29 ]          |
| 2005-06 | Marzo             | LeBron James (4)                                                     | Cleveland Cavaliers | Carmelo Anthony                         | Denver Nuggets         |                 |
| 2005-06 | Abril             | Dwight Howard                                                        | Orlando Magic       | Kobe Bryant (6)                         | Los Angeles Lakers     | [ 30 ]          |
| 2006-07 | Noviembre         | Dwight Howard (2)                                                    | Orlando Magic       | Yao Ming                                | Houston Rockets        | [ 31 ]          |
| 2006-07 | Diciembre         | Gilbert Arenas                                                       | Washington Wizards  | Kobe Bryant (7)                         | Los Angeles Lakers     | [ 32 ]          |
| 2006-07 | Enero             | Chris Bosh                                                           | Toronto Raptors     | Steve Nash (3)                          | Phoenix Suns           | [ 33 ]          |
| 2006-07 | Febrero           | Chauncey Billups (2)                                                 | Detroit Pistons     | Dirk Nowitzki (5)                       | Dallas Mavericks       | [ 34 ]          |
| 2006-07 | Marzo             | LeBron James (5)                                                     | Cleveland Cavaliers | Kobe Bryant (8)                         | Los Angeles Lakers     | [ 35 ]          |
| 2006-07 | Abril             | Vince Carter (3)                                                     | New Jersey Nets     | Carmelo Anthony (2)                     | Denver Nuggets         | [ 36 ]          |
| 2007-08 | Noviembre         | Dwight Howard (3)                                                    | Orlando Magic       | Carlos Boozer                           | Utah Jazz              | [ 37 ]          |
| 2007-08 | Diciembre         | Dwight Howard (4)                                                    | Orlando Magic       | Chris Paul                              | New Orleans Hornets    | [ 38 ]          |
| 2007-08 | Enero             | LeBron James (6)                                                     | Cleveland Cavaliers | Yao Ming (2)                            | Houston Rockets        | [ 39 ]          |
| 2007-08 | Febrero           | LeBron James (7)                                                     | Cleveland Cavaliers | Kobe Bryant (9)                         | Los Angeles Lakers     | [ 40 ]          |
| 2007-08 | Marzo             | Joe Johnson                                                          | Atlanta Hawks       | Chris Paul (2)                          | New Orleans Hornets    | [ 41 ]          |
| 2007-08 | Abril             | Hedo Turkoglu                                                        | Orlando Magic       | Kobe Bryant (10)                        | Los Angeles Lakers     | [ 42 ]          |
| 2008-09 | Noviembre         | LeBron James (8)                                                     | Cleveland Cavaliers | Chris Paul (3)                          | New Orleans Hornets    | [ 43 ]          |
| 2008-09 | Diciembre         | Dwyane Wade (3)                                                      | Miami Heat          | Kobe Bryant (11)                        | Los Angeles Lakers     | [ 44 ]          |
| 2008-09 | Enero             | LeBron James (9)                                                     | Cleveland Cavaliers | Kobe Bryant (12)                        | Los Angeles Lakers     | [ 45 ]          |
| 2008-09 | Febrero           | Dwyane Wade (4)                                                      | Miami Heat          | Pau Gasol                               | Los Angeles Lakers     | [ 46 ]          |
| 2008-09 | Marzo             | LeBron James (10)                                                    | Cleveland Cavaliers | Chris Paul (4)                          | New Orleans Hornets    | [ 47 ]          |
| 2008-09 | Abril             | LeBron James (11)                                                    | Cleveland Cavaliers | Dirk Nowitzki (6)                       | Dallas Mavericks       | [ 48 ]          |
| 2009-10 | Noviembre         | LeBron James (12)                                                    | Cleveland Cavaliers | Carmelo Anthony (3)                     | Denver Nuggets         | [ 49 ]          |
| 2009-10 | Diciembre         | LeBron James (13)                                                    | Cleveland Cavaliers | Kobe Bryant (13)                        | Los Angeles Lakers     | [ 50 ]          |
| 2009-10 | Enero             | LeBron James (14)                                                    | Cleveland Cavaliers | Chris Paul (5)                          | New Orleans Hornets    | [ 51 ]          |
| 2009-10 | Febrero           | LeBron James (15)                                                    | Cleveland Cavaliers | Carlos Boozer (2)                       | Utah Jazz              | [ 52 ]          |
| 2009-10 | Marzo             | Dwyane Wade (5)                                                      | Miami Heat          | Amar'e Stoudemire (2)                   | Phoenix Suns           | [ 53 ]          |
| 2009-10 | Abril             | Derrick Rose                                                         | Chicago Bulls       | Kevin Durant                            | Oklahoma City Thunder  | [ 54 ]          |
| 2010-11 | Octubre-noviembre | Dwight Howard (5)                                                    | Orlando Magic       | Deron Williams                          | Utah Jazz              | [ 55 ]          |
| 2010-11 | Diciembre         | LeBron James (16) Dwyane Wade (6)                                    | Miami Heat          | Kevin Durant (2)                        | Oklahoma City Thunder  | [ 56 ]          |
| 2010-11 | Enero             | LeBron James (17)                                                    | Miami Heat          | Zach Randolph                           | Memphis Grizzlies      | [ 57 ]          |
| 2010-11 | Febrero           | Dwight Howard (6)                                                    | Orlando Magic       | LaMarcus Aldridge                       | Portland Trail Blazers | [ 58 ]          |
| 2010-11 | Marzo             | Derrick Rose (2)                                                     | Chicago Bulls       | Kobe Bryant (14)                        | Los Angeles Lakers     | [ 59 ]          |
| 2010-11 | Abril             | LeBron James (18)                                                    | Miami Heat          | Kevin Durant (3)                        | Oklahoma City Thunder  | [ 60 ]          |
| 2011-12 | Enero             | LeBron James (19)                                                    | Miami Heat          | Kobe Bryant (15)                        | Los Angeles Lakers     | [ 61 ]          |
| 2011-12 | Febrero           | LeBron James (20)                                                    | Miami Heat          | Kevin Durant (4)                        | Oklahoma City Thunder  | [ 62 ]          |
| 2011-12 | Marzo             | Paul Pierce (4)                                                      | Boston Celtics      | Kevin Durant (5)                        | Oklahoma City Thunder  | [ 63 ]          |
| 2011-12 | Abril             | Carmelo Anthony (4)                                                  | New York Knicks     | Chris Paul (6)                          | Los Angeles Clippers   | [ 64 ]          |
| 2012-13 | Octubre-noviembre | LeBron James (21)                                                    | Miami Heat          | Kevin Durant (6)                        | Oklahoma City Thunder  | [ 65 ]          |
| 2012-13 | Diciembre         | LeBron James (22)                                                    | Miami Heat          | Chris Paul (7)                          | Los Angeles Clippers   | [ 66 ]          |
| 2012-13 | Enero             | LeBron James (23)                                                    | Miami Heat          | Tony Parker                             | San Antonio Spurs      | [ 67 ]          |
| 2012-13 | Febrero           | LeBron James (24)                                                    | Miami Heat          | Kobe Bryant (16)                        | Los Angeles Lakers     | [ 68 ]          |
| 2012-13 | Marzo             | LeBron James (25)                                                    | Miami Heat          | Kevin Durant (7)                        | Oklahoma City Thunder  | [ 69 ]          |
| 2012-13 | Abril             | Carmelo Anthony (5)                                                  | New York Knicks     | Stephen Curry                           | Golden State Warriors  | [ 70 ]          |
| 2013-14 | Octubre-noviembre | Paul George                                                          | Indiana Pacers      | Kevin Durant (8)                        | Oklahoma City Thunder  | [ 71 ]          |
| 2013-14 | Diciembre         | LeBron James (26)                                                    | Miami Heat          | Kevin Durant (9)                        | Oklahoma City Thunder  | [ 72 ]          |
| 2013-14 | Enero             | Carmelo Anthony (6)                                                  | New York Knicks     | Kevin Durant (10)                       | Oklahoma City Thunder  | [ 73 ]          |
| 2013-14 | Febrero           | LeBron James (27)                                                    | Miami Heat          | Blake Griffin                           | Los Angeles Clippers   | [ 74 ]          |
| 2013-14 | Marzo             | Al Jefferson                                                         | Charlotte Bobcats   | Kevin Durant (11)                       | Oklahoma City Thunder  | [ 75 ]          |
| 2013-14 | Abril             | Al Jefferson (2)                                                     | Charlotte Bobcats   | Stephen Curry (2)                       | Golden State Warriors  | [ 76 ]          |
| 2014-15 | Octubre-noviembre | Jimmy Butler                                                         | Chicago Bulls       | Stephen Curry (3)                       | Golden State Warriors  | [ 77 ]          |
| 2014-15 | Diciembre         | Kyle Lowry                                                           | Toronto Raptors     | James Harden                            | Houston Rockets        | [ 78 ]          |
| 2014-15 | Enero             | DeMarre Carroll, Al Horford, Kyle Korver, Paul Millsap y Jeff Teague | Atlanta Hawks       | James Harden (2)                        | Houston Rockets        | [ 79 ]          |
| 2014-15 | Febrero           | LeBron James (28)                                                    | Cleveland Cavaliers | Russell Westbrook                       | Oklahoma City Thunder  | [ 78 ]          |
| 2014-15 | Marzo             | LeBron James (29)                                                    | Cleveland Cavaliers | Russell Westbrook (2)                   | Oklahoma City Thunder  | [ 80 ]          |
| 2014-15 | Abril             | DeMar DeRozan                                                        | Toronto Raptors     | Russell Westbrook (3)                   | Oklahoma City Thunder  | [ 81 ]          |
| 2015-16 | Octubre-noviembre | Paul George (2)                                                      | Indiana Pacers      | Stephen Curry (4)                       | Golden State Warriors  | [ 82 ]          |
| 2015-16 | Diciembre         | John Wall                                                            | Washington Wizards  | Russell Westbrook (4) Kevin Durant (12) | Oklahoma City Thunder  | [ 83 ]          |
| 2015-16 | Enero             | DeMar DeRozan (2) Kyle Lowry (2)                                     | Toronto Raptors     | Kevin Durant (13)                       | Oklahoma City Thunder  | [ 84 ]          |
| 2015-16 | Febrero           | LeBron James (30)                                                    | Cleveland Cavaliers | Stephen Curry (5)                       | Golden State Warriors  | [ 85 ]          |
| 2015-16 | Marzo             | LeBron James (31)                                                    | Cleveland Cavaliers | Russell Westbrook (5)                   | Oklahoma City Thunder  | [ 86 ]          |
| 2015-16 | Abril             | LeBron James (32)                                                    | Cleveland Cavaliers | James Harden (3)                        | Houston Rockets        | [ 87 ]          |
| 2016-17 | Octubre-noviembre | LeBron James (33)                                                    | Cleveland Cavaliers | Russell Westbrook (6)                   | Oklahoma City Thunder  | [ 88 ]          |
| 2016-17 | Diciembre         | John Wall (2)                                                        | Washington Wizards  | James Harden (4)                        | Houston Rockets        | [ 89 ]          |
| 2016-17 | Enero             | Isaiah Thomas                                                        | Boston Celtics      | Stephen Curry (6) Kevin Durant (14)     | Golden State Warriors  | [ 90 ]          |
| 2016-17 | Febrero           | LeBron James (34)                                                    | Cleveland Cavaliers | Russell Westbrook (7)                   | Oklahoma City Thunder  | [ 91 ]          |
| 2016-17 | Marzo             | Giannis Antetokounmpo                                                | Milwaukee Bucks     | Damian Lillard                          | Portland Trail Blazers | [ 92 ]          |
| 2016-17 | Abril             | Paul George (3)                                                      | Indiana Pacers      | Chris Paul (8)                          | Los Angeles Clippers   | [ 93 ]          |
| 2017-18 | Octubre-noviembre | LeBron James (35)                                                    | Cleveland Cavaliers | James Harden (5)                        | Houston Rockets        | [ 94 ]          |
| 2017-18 | Diciembre         | LeBron James (36)                                                    | Cleveland Cavaliers | Russell Westbrook (8)                   | Oklahoma City Thunder  | [ 95 ]          |
| 2017-18 | Enero             | DeMar DeRozan (3)                                                    | Toronto Raptors     | Stephen Curry (6)                       | Golden State Warriors  | [ 96 ]          |
| 2017-18 | Febrero           | LeBron James (37)                                                    | Cleveland Cavaliers | Anthony Davis                           | New Orleans Pelicans   | [ 97 ]          |
| 2017-18 | Marzo-abril       | LeBron James (38)                                                    | Cleveland Cavaliers | Anthony Davis (2)                       | New Orleans Pelicans   | [ 98 ]          |
| 2018-19 | Octubre-noviembre | Giannis Antetokounmpo (2)                                            | Milwaukee Bucks     | Tobias Harris                           | Los Angeles Clippers   | [ 99 ] [ 100 ]  |
| 2018-19 | Diciembre         | Giannis Antetokounmpo (3)                                            | Milwaukee Bucks     | James Harden (6)                        | Houston Rockets        | [ 101 ] [ 102 ] |
| 2018-19 | Enero             | Joel Embiid                                                          | Philadelphia 76ers  | James Harden (7)                        | Houston Rockets        | [ 103 ] [ 104 ] |
| 2018-19 | Febrero           | Giannis Antetokounmpo (4)                                            | Milwaukee Bucks     | Paul George (4)                         | Oklahoma City Thunder  | [ 105 ]         |
| 2018-19 | Marzo-abril       | Giannis Antetokounmpo (5)                                            | Milwaukee Bucks     | James Harden (8)                        | Houston Rockets        | [ 106 ] [ 107 ] |
| 2019-20 | Octubre-noviembre | Giannis Antetokounmpo (6)                                            | Milwaukee Bucks     | Luka Dončić                             | Dallas Mavericks       | [ 108 ]         |
| 2019-20 | Diciembre         | Giannis Antetokounmpo (7)                                            | Milwaukee Bucks     | James Harden (9)                        | Houston Rockets        | [ 109 ]         |
| 2019-20 | Enero             | Giannis Antetokounmpo (8)                                            | Milwaukee Bucks     | LeBron James (39)                       | Los Angeles Lakers     | [ 110 ]         |
| 2019-20 | Febrero           | Jayson Tatum                                                         | Boston Celtics      | LeBron James (40)                       | Los Angeles Lakers     | [ 111 ]         |
| 2019-20 | Marzo-abril       | sin premio                                                           | sin premio          | sin premio                              | sin premio             | sin premio      |
| 2020-21 | Diciembre-enero   | Joel Embiid (2)                                                      | Philadelphia 76ers  | Nikola Jokić                            | Denver Nuggets         | [ 112 ]         |
| 2020-21 | Febrero           | James Harden (10)                                                    | Brooklyn Nets       | Devin Booker                            | Phoenix Suns           | [ 113 ]         |
| 2020-21 | Marzo             | James Harden (11)                                                    | Brooklyn Nets       | Nikola Jokić (2)                        | Denver Nuggets         | [ 114 ]         |
| 2020-21 | Abril             | Julius Randle                                                        | New York Knicks     | Stephen Curry (7)                       | Golden State Warriors  | [ 115 ]         |
| 2020-21 | Mayo              | Russell Westbrook (9)                                                | Washington Wizards  | Stephen Curry (8)                       | Golden State Warriors  | [ 116 ]         |
| 2021-22 | Octubre-noviembre | Kevin Durant (15)                                                    | Brooklyn Nets       | Stephen Curry (9)                       | Golden State Warriors  | [ 117 ]         |
| 2021-22 | Diciembre         | Joel Embiid (3)                                                      | Philadelphia 76ers  | Donovan Mitchell                        | Utah Jazz              | [ 118 ]         |
| 2021-22 | Enero             | Joel Embiid (4)                                                      | Philadelphia 76ers  | Nikola Jokić (3)                        | Denver Nuggets         | [ 119 ]         |
| 2021-22 | Febrero           | DeMar DeRozan (4)                                                    | Chicago Bulls       | Luka Dončić (2)                         | Dallas Mavericks       | [ 120 ]         |
| 2021-22 | Marzo-abril       | Giannis Antetokounmpo (9)                                            | Milwaukee Bucks     | Nikola Jokić (4)                        | Denver Nuggets         | [ 121 ]         |
| 2022-23 | Octubre-noviembre | Jayson Tatum (2)                                                     | Boston Celtics      | Devin Booker (2)                        | Phoenix Suns           | [ 122 ]         |
| 2022-23 | Diciembre         | Joel Embiid (5)                                                      | Philadelphia 76ers  | Luka Dončić (3)                         | Dallas Mavericks       | [ 123 ]         |
| 2022-23 | Enero             | Joel Embiid (6)                                                      | Philadelphia 76ers  | Nikola Jokić (5)                        | Denver Nuggets         | [ 124 ]         |
| 2022-23 | Febrero           | Jalen Brunson                                                        | New York Knicks     | Nikola Jokić (6)                        | Denver Nuggets         | [ 125 ]         |
| 2022-23 | Marzo-abril       | Joel Embiid (7)                                                      | Philadelphia 76ers  | Anthony Davis (3)                       | Los Angeles Lakers     | [ 126 ]         |
| 2023-24 | Octubre-noviembre | Jayson Tatum (3)                                                     | Boston Celtics      | Nikola Jokić (7)                        | Denver Nuggets         | [ 127 ]         |
| 2023-24 | Diciembre         | Giannis Antetokounmpo (10)                                           | Milwaukee Bucks     | Shai Gilgeous-Alexander                 | Oklahoma City Thunder  | [ 128 ]         |
| 2023-24 | Enero             | Donovan Mitchell (2)                                                 | Cleveland Cavaliers | Devin Booker (3)                        | Phoenix Suns           | [ 129 ]         |
| 2023-24 | Febrero           | Jayson Tatum (4)                                                     | Boston Celtics      | Luka Dončić (4)                         | Dallas Mavericks       | [ 130 ]         |
| 2023-24 | Marzo-abril       | Jalen Brunson (2)                                                    | New York Knicks     | Luka Dončić (5)                         | Dallas Mavericks       | [ 131 ]         |
| 2024-25 | Octubre-noviembre | Jayson Tatum (5)                                                     | Boston Celtics      | Shai Gilgeous-Alexander (2)             | Oklahoma City Thunder  | [ 132 ]         |
| 2024-25 | Diciembre         | Karl-Anthony Towns (1)                                               | New York Knicks     | Shai Gilgeous-Alexander (3)             | Oklahoma City Thunder  | [ 133 ]         |
| 2024-25 | Enero             | Giannis Antetokounmpo (11)                                           | Milwaukee Bucks     | Nikola Jokić (8)                        | Denver Nuggets         | [ 134 ]         |
| 2024-25 | Febrero           | Donovan Mitchell (3)                                                 | Cleveland Cavaliers | LeBron James (41)                       | Los Angeles Lakers     | [ 135 ]         |
| 2024-25 | Marzo             | Coby White                                                           | Chicago Bulls       | Shai Gilgeous-Alexander (4)             | Oklahoma City Thunder  | [ 136 ]         |